# Đặng Hùng (sinh năm 1936)
Đặng Hùng, với nghệ danh Đặng Phải hay Bồng Sơn (ngày 4 tháng 12 năm 1936 – ngày 8 tháng 5 năm 2022) là nghệ sĩ múa người Việt Nam, ông tham gia lĩnh vực này với các vai trò từ diễn viên múa, biên đạo, nhà nghiên cứu và giảng viên.

## Cuộc đời
Đặng Hùng sinh ngày 4 tháng 12 năm 1936 tại Bồng Sơn, Hoài Nhơn, Bình Định; gia đình làm nghê may và buôn bán, ông có 8 anh chị em. Ông đã bộc lộ năng khiếu nghệ thuật từ nhỏ, sau khi học hết lớp 4, ông tham lao động hỗ trợ gia đình từ bán hàng đến làm phu xe, ông từng học qua võ thuật và thi đấu boxing. Ông bắt đầu hoạt động văn nghệ lúc 10 tuổi, tham gia du kích lúc 12 tuổi.
Trong suốt sự nghiệp, Đặng Hùng xây dựng và sáng tác cho 59 đơn vị nghệ thuật tại Việt Nam với tổng số trên 300 tác phẩm múa, bốn vở kịch thuộc các thể loại khác nhau: múa đơn, múa đôi, múa tập thể, kịch múa. Đặng Hùng đã có được khoảng 80 giải thưởng nghệ thuật, trong đó có 46 tác phẩm được huy chương vàng, 35 tác phẩm được huy chương bạc và 1 huy chương vàng kịch hát mới.
Đặng Hùng từng giữ các chức vụ và vai trò: Trưởng Đoàn ca múa kịch nhân dân Thuận Hải; Ủy viên Hội đồng lý luận phê bình Văn học nghệ thuật Thành phố Hồ Chí Minh; Ủy viên Ban lý luận phê bình văn học nghệ thuật Liên hiệp các Hội Văn học nghệ thuật Thành phố Hồ Chí Minh, đại biểu Hội đồng nhân dân tỉnh Thuận Hải khóa II và khóa IV; Chủ tịch Hội đồng Nghệ thuật Hội Nghệ sĩ múa Thành phố; Phó Chủ tịch Hội đồng Nghệ thuật Hội Nghệ sĩ múa Việt Nam. Ông từ làm giám khảo Liên hoan nghệ thuật múa Thành phố Hồ Chí Minh lần 3 năm 2011.
Ngày 8 tháng 5 năm 2022, Đặng Hùng qua đời tại Thành phố Hồ Chí Minh, hưởng thọ 86 tuổi.

## Sự nghiệp

### Tập kết ra Bắc
Năm 1954, ông trúng tuyển vào Đoàn văn công Liên khu V rồi cùng đoàn tập kết ra Bắc; ngoài việc làm diễn viên, ông còn làm các công việc hậu trường, sau đó được cử đi học lớp phóng thanh với tương lai sẽ ở lại Liên khu. Năm 1958, bộ phận múa của Đoàn văn công được khôi phục, dù không có trong danh sách được chọn, Đặng Hùng vẫn cố gắng để tham gia học lớp đào tạo diễn viên do chuyên gia Triều Tiên - Chu Huệ Đức dạy, không những học tốt, ông còn truyền dạy lại nghệ thuật múa từ tuồng cổ cho lớp học này. Năm 1960, theo học học lớp đại học biên đạo múa dân gian Triều Tiên do chuyên gia Kim Tế Hoàn giảng dạy. Năm 1962, ông tốt nghiệp. Ngoài ra, với thể nghiểm đầu tiên của mình với hệ thống múa cổ truyền trên nền tảng nghệ thuật tuồng, Đặng Hùng còn đoạt huy chương vàng tại Liên hoan múa quốc tế ở Helsinki, Phần Lan với vở Tuần đuốc, tại liên hoan múa ở Sofia, Bulgaria với vở Con ngựa bất kham. Tác phẩm Con ngựa bất kham do ông vừa biên đạo vừa độc diễn, còn Tuần đuốc hiện đang được xếp vào loại hình múa di sản của quốc gia và có trong chương trình giảng dạy của Trường Đại học Sân khấu – Điện ảnh Thành phố Hồ Chí Minh. Bài múa Chàprông cùng với Phiên chợ Chàm/Champa và Những cô gái Tháp Chàm là những tiết mục thường xuyên được biểu diễn của Đoàn Ca Múa nhân dân Miền Nam lúc bấy giờ. Riêng tiết mục Phiên chợ Chàm còn được Đoàn ca múa nhạc Bông Sen tiếp tục sử dụng cho đến những năm 1980.

### Công tác tại miền Nam
Đầu năm 1964, sau khi kết thúc đợt diễn văn nghệ tại Campuchia, ông xin được về công tác tại chiến trường miền Nam và được phân về Đoàn Ca múa miền Nam. Vì sức khỏe không bảo đảm nên nguyện vọng đi B của ông không thực hiện được. Từ năm 1964 đến 1967, Nhà nước cử ông sang nghiên cứu múa dân gian tại Trung Quốc. Từ năm 1968 đến năm 1969, Đặng Hùng tham gia nhiều sự kiện giao lưu văn nghệ tại 6 quốc gia, giúp ông tích lũy thêm kiến thức và kinh nghiệm. Sau đó ông là thành viên đoàn chuyên gia nghệ thuật của Việt Nam được cử sang giúp đỡ nước bạn Lào, từ năm 1969 đến 1973. Năm 1974, Đặng Hùng được phân công làm công tác đạo nghệ thuật cho Đoàn nghệ thuật tổng hợp tại chiến trường Đông Hà, Quảng Trị.

### Sau năm 1975
Sau năm 1975, ông được điều từ Đoàn ca múa miền Nam về Khu 6 và sau đó về tăng cường tại tỉnh Thuận Hải, xây dựng Đoàn ca múa kịch nhân dân Thuận Hải. Ban đầu lệnh điều động ông về đây làm việc trong 3 năm nhưng sau này được kéo dài thành 17 năm. Thời gian này, ông giữ vai trò Phó trưởng đoàn - Chỉ đạo nghệ thuật, ông đã nghiên cứu, sưu tầm chất liệu dân gian các dân tộc khu vực Nam Trung bộ như Raglai, Cơ Ho, Khmer, Chăm để sáng tạo hơn 30 tác phẩm múa dân gian. Tác phẩm Múa trống Paranưng và Múa quạt của ông được biểu diễn phục vụ cho chuyến bay vào vũ trụ của Phạm Tuân và Gorobatco.
Năm 1981, Đặng Hùng được cử sang Bulgaria học thêm nghệ thuật múa đương đại. Ông là Ủy viên Ban Chấp hành Hội Văn học nghệ thuật Thuận Hải nhiệm kỳ I (từ 1986 đến 1993). Năm 1992, tỉnh Thuận Hải tách thành Bình Thuận và Ninh Thuận, ông xin về thành phố Hồ Chí Minh công tác. Tại đây, từ năm 1992 đến 1996, Đặng Hùng là nghiên cứu viên cao cấp của Viện Văn hóa nghệ thuật Việt Nam tại thành phố Hồ Chí Minh. Năm 1999, Hội diễn Ca Múa Nhạc chuyên nghiệp toàn quốc tổ chức tại thành phố Hồ Chí Minh, đã có 12 trong số 14 tác phẩm của ông tham dự hội diễn đã đạt giải. Trong đó có 1 huy chương vàng chương trình, 01 huy chương vàng Kịch múa, 10 vở múa khác giành được huy chương bạc. Ông cũng nhận được một phần thưởng từ Quỹ phát triển văn hóa Việt Nam – Thụy Điển. Năm 2006, ông nghỉ hưu để tập trung giảng dạy, nghiên cứu và sáng tác.

### Đời tư
Vợ ông là Nguyễn Thị Mười, từng là học trò của ông, bà Mười từng là giảng viên Nhạc viện Thành phố Hồ Chí Minh.

## Giải thưởng

### Khen thưởng[2][12]
- Huân chương Lao động hạng I (1998)[10]
- Huân chương Kháng chiến chống Pháp hạng II.
- Huy chương Chiến sĩ văn hóa.
- Huân chương Kháng chiến chống Mỹ hạng II.
- Huân chương Hữu nghị của Chính phủ Campuchia.
- Huân chương nghệ thuật Chính phủ Campuchia.
- Huy chương hữu nghị của Chính phủ Lào.
- Huy hiệu 60 năm tuổi Đảng.
- Giải thưởng Nhà nước về Văn học nghệ thuật.[3]
- Giải thưởng Hồ Chí Minh về Văn học nghệ thuật (2021).[1]

### Giải thưởng[3]
- Huy chương vàng quốc tế tại Helsinki
- Huy chương vàng quốc tế tại Sofia
- 2 Huy chương Vàng liên hoan múa quốc tế
- 41 Huy chương Vàng quốc gia
- 32 Huy chương Bạc quốc gia
- 21 Giải thưởng của Hội Nghệ sĩ múa Việt Nam
- Ngoài ra, Đặng Hùng được tặng thưởng Bằng khen của Thủ tướng, của Bộ Văn hóa, Thể thao và Du lịch, của tỉnh Bình Thuận và Thành phố Hồ Chí Minh.[3]

| Năm  | Sự kiện                                                       | Tác phẩm                  | Kết quả         | Biểu hiện                                 | Chú thích |
| ---- | ------------------------------------------------------------- | ------------------------- | --------------- | ----------------------------------------- | --------- |
| 1962 | Đại hội Liên hoan thanh niên và sinh viên thế giới (Phần Lan) | Tuần đuốc                 | Huy chương vàng |                                           | [ 10 ]    |
| 1962 | Hội diễn văn nghệ toàn quốc                                   | Tuần đuốc                 | Huy chương vàng |                                           | [ 10 ]    |
| 1968 | Liên hoan Thanh niên sinh viên thế giới (Bulgaria)            | Con ngựa bất kham         | Huy chương vàng |                                           | [ 10 ]    |
| 1985 | Hội diễn ca múa nhạc chuyên nghiệp toàn quốc                  | Những bông hoa quê hương  | Huy chương vàng |                                           | [ 2 ]     |
| 1985 | Hội diễn ca múa nhạc chuyên nghiệp toàn quốc                  | Biển và tuổi trẻ          | Huy chương vàng |                                           | [ 2 ]     |
| 1985 | Hội diễn ca múa nhạc chuyên nghiệp toàn quốc                  | 6 tiết mục biên đạo       | Huy chương vàng |                                           | [ 2 ]     |
| 1985 | Hội diễn ca múa nhạc chuyên nghiệp toàn quốc                  | Giải cá nhân              | Huy chương vàng |                                           | [ 2 ]     |
| 1962 | Đại hội Liên hoan thanh niên và sinh viên thế giới            | Chàprông                  | Huy chương vàng |                                           |           |
| 1999 | Hội diễn ca múa nhạc chuyên nghiệp toàn quốc                  |                           | Huy chương vàng | Đoàn nghệ thuật Ánh Bình Minh (Trà Vinh)  | [ 5 ]     |
| 1999 | Hội diễn ca múa nhạc chuyên nghiệp toàn quốc                  | Kịch múa Chol Chnam Thmay | Huy chương vàng |                                           | [ 5 ]     |
| 1999 | Hội diễn ca múa nhạc chuyên nghiệp toàn quốc                  | 10 vở múa khác            | Huy chương bạc  |                                           | [ 5 ]     |
| 2005 | Hội diễn ca múa nhạc chuyên nghiệp toàn quốc                  | Vũ điệu gà rừng           | Huy chương vàng | Đoàn múa Biển xanh                        | [ 2 ]     |
| 2005 | Hội nghệ sĩ múa Việt Nam                                      | Giải cá nhân              | Giải A          |                                           | [ 2 ]     |
| 2009 | —                                                             | Dệt một niềm tin          | Huy chương vàng | Đoàn Văn công chuyên nghiệp tỉnh An Giang | [ 2 ]     |
| 2009 | —                                                             | Chiếc khăn Maom           | Huy chương vàng | Đoàn Văn công chuyên nghiệp tỉnh An Giang | [ 2 ]     |
| 2012 | —                                                             | Mùa bông điên điển        | Huy chương bạc  | Đoàn Văn công chuyên nghiệp tỉnh An Giang | [ 2 ]     |
| 2012 | —                                                             | Lễ cầu mệnh               | Huy chương vàng | Đoàn Văn công chuyên nghiệp tỉnh An Giang | [ 2 ]     |

### Danh hiệu
Đặng Hùng được phong danh hiệu Nghệ sĩ ưu tú vào đợt I năm 1984 và Nghệ sĩ nhân dân vào đợt III năm 1993.

## Đánh giá
Ông Lê Nguyên Hiều - Chủ tịch Hội Nghệ sĩ Múa thành phố Hồ Chí Minh - từng nhận xét:
“ [NSND Đặng Hùng] là chuyên gia phục chế tranh dân gian bằng ngôn ngữ múa. Ông đã dành gần 20 năm để đánh thức các pho tượng Chăm. ”

## Tác phẩm
- Sự kiện: Tổng đạo diễn dàn dựng các chương trình: Lễ hội Quy Nhơn 396 năm, Lễ hội đón thiên niên kỉ mới, Lễ hội kỉ niệm 210 năm, 215 năm Đống Đa – Tây Sơn
- Ấn bản: Bước đầu tìm hiểu múa cung đình Chăm (1998), Phương pháp sáng tác múa (2001)[10]
- Múa: Phiên chợ Chàm (1966), Những cô gái Tháp Chàm (1968).[5]
- Múa: Tuần đuốc (múa đôi), Con ngựa bất kham (múa đơn), Hương sen ngày tết, Cánh cung nửa vầng trăng, Vui mùa thốt nốt, Khát vọng, Múa quạt, Đọa pụ (đội nước), Chiếc khăn Maom, Trống Paranưng, Roi, Khát vọng, Ước mơ, Niềm tin, Quà tặng em, Khúc nhạc rừng, Đi tìm thần Shiva, Vui lao động, Vũ khúc Raglai, Lời chào của biển, Chúng em vui, Mùa cá quê hương, Tình biển, Niềm vui thủy thủ, Óng ánh tơ vàng, Được mùa nghêu, Mùa trái chín, Mùa nước nổi,...[5][6]
- Vũ kịch: Lửa tình yêu, Nàng Amara, Sự tích Chol Chnam Thmay,...[5]